# Fliegerkorps Tunis
Le Fliegerkorps Tunis (Corps aérien Tunis) a été l'un des principaux Corps de la Luftwaffe allemande durant la Seconde Guerre mondiale.

## Création et différentes dénominations
Il est formé le 12 février 1943 à La Fauconnerie, à partir du Fliegerführer Tunis et du Fliegerführer Afrika. 

Le Fliegerkorps Tunis se rend aux forces alliées en mai 1943.

## Commandement

Drapeau du chef du Fliegerkorps

| Début           | Fin         | Grade   | Nom            |
| --------------- | ----------- | ------- | -------------- |
| 12 février 1943 | 14 mai 1943 | General | Hans Seidemann |

## Chef d'état-major
| Début        | Fin         | Grade | Nom          |
| ------------ | ----------- | ----- | ------------ |
| Février 1943 | 14 mai 1943 | Major | Ludwig Fuchs |

## Quartier Général
Le Quartier Général se déplace suivant l'avancement du front.
| Début           | Fin            | Ville          |
| --------------- | -------------- | -------------- |
| 12 février 1943 | 1er avril 1943 | La Fauconnerie |
| 1er avril 1943  | 14 mai 1943    | Tunis          |

## Rattachement
| Février 1943 - Mai 1943 |  | Luftflotte 2 |

## Unités subordonnées
- Jagdgeschwader 51
- Jagdgeschwader 53
- Jagdgeschwader 77
- Nachtjagdgeschwader 2
- Zerstörergeschwader 26
- Sturzkampfgeschwader 3
- Schlachtgeschwader 1
- Schlachtgeschwader 4